# جذابیت عریان
جذابیت عریان (به انگلیسی: Naked Attraction)، نام یک شوی تلویزیونی دوست‌یابی بریتانیایی است که در آن مردان و زنان فرد مورد نظر خود را از میان شش مرد یا زن کاملاً برهنه انتخاب می‌کنند. تمرکز این برنامه بر روی جذابیت جسمانی است.

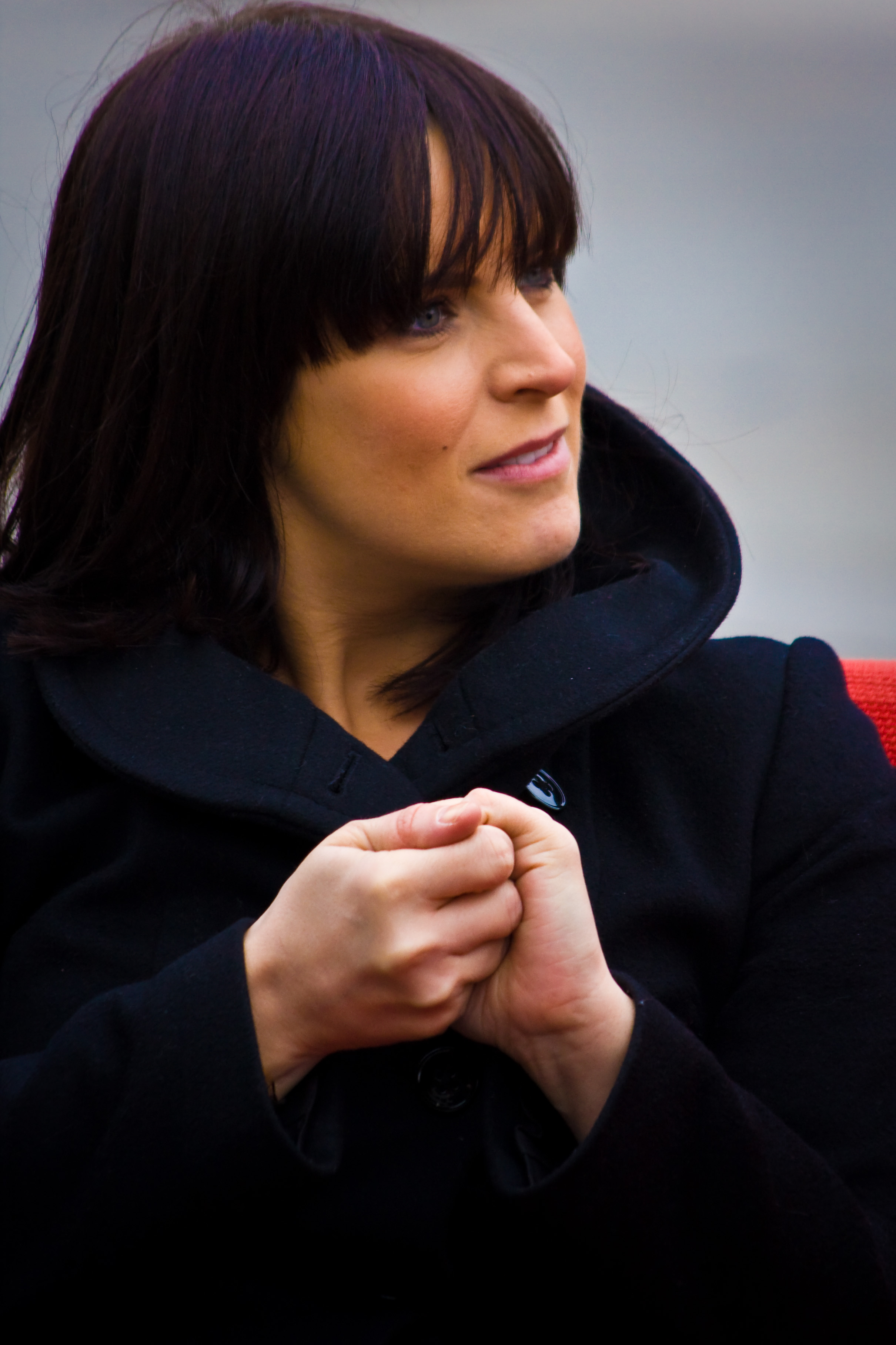
آنا ریچاردسون، مجری برنامه جذابیت عریان

این سریال برای اولین بار در ۲۵ ژوئیه ۲۰۱۶ و از کانال ۴ این منطقه پخش شد. این سریال از ۲۵ ژوئیه ۲۰۱۶ تا ۲۲ اوت پخش شده‌است.
در این برنامه، یک فرد که لباس پوشیده است با شش نفر برهنه که ابتدا در غرفه‌ها پنهان شده‌اند روبرو می شود. بدن و صورت آنها به تدریج از طریق دورهای متوالی، از پاها به بالا آشکار می شود. در هر دور، انتخاب کننده یک فرد برهنه را حذف می کند تا زمانی که تنها دو نفر باقی بمانند. در این مرحله انتخاب کننده نیز برای انتخاب نهایی عریان می‌شود. سپس انتخاب‌کننده تصمیم می‌گیرد که با چه کسی می‌خواهد قرار بگذارد و سپس هردو با لباس به قرار ملاقات می‌روند. در انتها بازخورد آن‌ها پس از یک مدت باهم بودن پخش می‌شود. این اولین بار در 25 ژوئیه 2016 و توسط آنا ریچاردسون ارائه شده است.
لازم به ذکر است که این برنامه، سکسی است ولی پورنو نیست.